# José Nicolás Hurtado
José Nicolás Hurtado fue un abogado y político peruano.
Fue elegido para representar al departamento de Amazonas (Perú) en el Congreso Constituyente de 1860 entre julio y noviembre de ese año. durante el tercer gobierno de Ramón Castilla. Este congreso elaboró la Constitución de 1860, la séptima que rigió en el país y la que más tiempo ha estado vigente pues duró, con algunos intervalos, hasta 1920, es decir, sesenta años. Luego de expedida la constitución, el congreso se mantuvo como congreso ordinario hasta 1863 y Hurtado fue elegido en 1864 como representante del departamento de Amazonas. Entre 1861 y 1864 fue juez de primera instancia de hacienda en Chachapoyas.
Fue elegido miembro del Congreso Constituyente de 1867 por la provincia de Chumbivilcas durante el gobierno de Mariano Ignacio Prado. Este congreso expidió la Constitución Política de 1867, la octava que rigió en el país, y que sólo tuvo una vigencia de cinco meses desde agosto de 1867 a enero de 1868. 
Posteriormente sería nuevamente senador por el departamento de Amazonas en 1868 y sería reelegido en, 1870, 1872, 1874, 1876, 1878 y sumando 13 años de presencia en el Senado de la República. Su última elección al senado se dio seis años después en 1887.